# Inger Pettersson
Anna Inger Birgitta Pettersson (gift Carlsson, senare Millberg), född 30 juli 1941 i Västerås, är en svensk före detta friidrottare (längdhopp, häcklöpning och mångkamp). Hon representerade fram till 1959 IFK Västerås och från 1960 Västerås IK. Hon tävlade under namnet Inger Pettersson fram till 1960, och efter ett fyra års uppehåll och giftermål som Carlsson.